# 에드먼드 바턴
에드먼드 바턴(영어: Edmund Barton, 1849년 1월 18일~1920년 1월 7일)은 1901년부터 1903년까지 오스트레일리아의 초대 총리를 지낸 오스트레일리아의 정치인이자 판사이다. 그는 오스트레일리아 고등법원의 창립 멤버가 되기 위해 사임했고, 그곳에서 죽을 때까지 근무했다.
바턴은 오스트레일리아 식민지 연방의 초기 지지자였으며, 그의 목표는 "대륙을 위한 국가, 국가를 위한 대륙"이었다. 헨리 파크스가 은퇴한 후, 그는 뉴사우스웨일스 연방 운동의 지도자가 되었다. 그는 헌법 회의의 대표였으며, 국가 헌법의 초안을 작성하는 데 핵심적인 역할을 했으며, 이후의 국민 투표에서 연방을 위한 주요 운동가들 중의 하나였다. 1900년 말, 초기의 "호페툰 대실패"에도 불구하고, 바턴은 오스트레일리아의 첫 총리로서 임시 정부를 구성하는 데 위임되었다. 그의 임기는 1901년 1월 1일에 시작되었다.
1901년 3월의 첫 연방 선거에서, 바턴과 보호주의자들은 가장 많은 의석을 얻었지만, 과반수에는 한참 모자랐다. 그는 권력의 균형을 쥐고 있던 신생 오스트레일리아 노동당(ALP)과 동맹을 맺음으로써 총리직을 계속 유지할 수 있었다. 바턴 정부는 오스트레일리아 국방군과 연방 공공 서비스를 포함한 새로운 국가 기관들을 설립했다. 그것은 전국적인 여성 참정권을 도입했고, 1901년 이민 제한법과 함께 백호주의 정책의 기초를 마련했다.
1903년 바턴은 정치를 떠나 그의 정부가 만든 고등법원의 세 명의 창립 멤버 중 한 명이 되었다. 그의 뒤를 이어 앨프레드 디킨이 총리가 되었다. 법정에서 바턴은 자신이 집필하는 데 도움을 준 헌법에 대한 사법적 해석을 구체화할 수 있었다.

## 어린 시절
바턴은 1849년 1월 18일 뉴사우스웨일스주 시드니에서 태어났다. 그는 메리 루이자와 윌리엄 바턴 사이에서 태어난 12명의 자녀 중 11번째로 태어났다. 그는 작가 조지 버넷 바턴을 포함하여 7명의 자매와 4명의 형제가 있었다. 그의 형제 중 세 명이 그의 어린 시절에 죽었다. 그의 이름은 이전에는 가족 내에서 사용되지 않았으며, 최근에 사망한 탐험가 에드먼드 케네디를 기리기 위한 것일 수도 있다. 그의 부모는 모두 잉글랜드 런던에서 태어났지만, 그의 아버지의 가족은 데번주 출신이었다. 그들은 1827년에 뉴사우스웨일스 식민지에 도착했고, 그들의 두 아이를 제외한 모든 아이들은 호주에서 태어났다. 윌리엄 바턴은 회계사, 바자회 운영자, 증권 중개인, 부동산 중개인으로 다양하게 일했다. 그의 사업 모험이 항상 성공한 것은 아니었고, 그는 한 번 파산했다.

## 총리직

### 임명
1901년 1월 1일 바턴은 총리로 임명되었다. 그와 다른 다양한 고위 인사들은 시드니의 거리를 지나, 도메인에서 시작하여 센테니얼 파크에서 끝나는 수천 명의 구경꾼들이 지켜보는 행렬로 몰렸다. 새 정부 출범식이 목적지인 연방관에서 열렸다. 오스트레일리아의 초대 총독이었던 존 호프 경은 세 번의 선서를 하고 빅토리아 여왕의 메시지를 읽었다. 바턴과 그의 내각은 충성의 맹세를 했을 뿐이었고, 오후 늦게까지 공식적으로 연방 집행 위원회에 선서되지 않았다. 이날 행사들은 비록 주요 참가자들의 가시성은 좋지 않지만 영연방의 출범이라는 제목으로 영화로 촬영되어 배포되었다. 이 영화는 오스트레일리아 최초의 장편 다큐멘터리로 묘사되었다.
바턴은 총리가 되기 1주일 전에 정부를 구성하는 데 임명되었다. 새로운 총독 존 호프 경은 1900년 12월 15일 오스트레일리아에 도착했다. 그는 식민지 정부로부터 첫 연방 선거 전에 임시 정부를 구성할 누군가를 선택하는 임무를 받았다. 바턴이 그 직위를 제안받을 것이라는 것이 널리 가정되었고, 그는 첫 연방 선거를 위한 초안을 포함한 역할을 위한 준비를 시작하였다. 그러나 12월 19일, 호프는 윌리엄 린에게 정부를 구성할 것을 의뢰했다. 그가 그렇게 한 이유는 논란이 되었지만, 그의 결정은 실수로 널리 받아들여졌다. 뉴사우스웨일스의 총리였던 린은 연방에 반대하는 운동을 적극적으로 벌였고, 다른 식민지들의 주요 정치인들은 그의 휘하에서 일하는 것을 거부했다. 12월 24일, 그는 호프에게 자신이 정부를 구성할 수 없다는 것을 알렸고, 그에게 바턴을 보내라고 조언했다. 그 결과, 오스트레일리아의 초대 내각 구성은 취임 이틀 전인 12월 30일까지 공식적으로 발표되지 않았다.

## 사망
1920년 1월 7일 뉴사우스웨일스주 메들로바스 하이드로 마제스틱 호텔에서 심장마비로 사망했다. 그는 시드니 교외의 보클루스에 있는 사우스 헤드 일반 묘지에 묻혔다.

## 역대 선거 결과
| 선거명      | 직책명                 | 대수 | 정당       | 득표율   | 득표수 | 결과 | 당락               |
| ----------- | ---------------------- | ---- | ---------- | -------- | ------ | ---- | ------------------ |
| 1901년 선거 | 하원의원 (헌터 선거구) | 1대  | 보호주의당 | 단독후보 | 무투표 | 1위  | 헌터 하원의원 당선 |